# 克勤郡王府
克勤郡王府，位于北京市西城区新文化街（原“石驸马大街”）西口路北，是克勤郡王岳托及其后裔的府第，后来曾为熊希龄故居。

## 历史
克勤郡王是清朝初年八大铁帽子王之一。第一代克勤郡王岳托是礼烈亲王代善的长子，骁勇善战，为清朝攻克了山东济南，后卒于军中，享年41岁。死后次年（1639年），岳托被追封为“克勤郡王”。岳托之子罗洛浑于1639年被封为贝勒，顺治元年（1644年）被封为“衍禧郡王”，这座王府。罗洛浑的长子罗科铎于1651年改封为“平郡王”。乾隆四十三年（1778年），为纪念岳托之功绩，恢复“克勤郡王”之号。光绪十五年（1889年），加亲王衔。
由于克勤郡王岳托的后人罗科铎改封“平郡王”，所以该府又称“平郡王府”。乾隆朝的平郡王是《红楼梦》作者曹雪芹的表兄福彭。曹雪芹的姑母被康熙帝指配给老平郡王讷尔苏。清末民初，末代克勤郡王晏森将该府出售给熊希龄为住宅。如今，该府后寝的两山墙角柱石上保存着熊希龄及夫人朱其慧将财产交给北京救济会的刻字。
中华人民共和国时期，该府为北京第二实验小学使用。该府后半部的后寝门、后寝、后罩房等建筑物保存完整。1984年，克勤郡王府被公布为北京市文物保护单位。2013年，被公布为第七批全国重点文物保护单位。
克勤郡王府东路位于新文化街47号，现为西城区普查登记文物。

## 建筑
克勤郡王府位于新文化街（原“石驸马大街”），东面为北京市鲁迅中学。西北面有三条胡同：文华胡同、文昌胡同、察院胡同。该府建于清朝顺治年间。因为地处石驸马大街，所以有人认为该府沿用了明朝勋戚旧宅或者石驸马府改建而成。
克勤郡王府是清朝朝廷封给岳托后人的三处府第之一，规模在三处府第中最大。该府东与罗科铎第三子诺尼的贝勒府相邻。克勤郡王的后裔习惯上将西侧的克勤郡王府（平郡王府）称为“西府”，将东侧的诺尼的贝勒府称为“东府”。西府的面积较其他铁帽子王府小，规模远不及礼亲王府、郑亲王府等府第，但布局紧凑，建筑精美。中轴线上自南向北依次为大影壁、府门、银安殿、东西翼楼、后罩楼等建筑。此外，该府西路还有三进院落。东路则由五个院落组成，有茶房、大书房、小书房、祠堂、花房等等，此外还有护卫、太监、奶妈居住的房屋等等。曹雪芹与平郡王福彭（清军入关后的第一位克勤郡王庆恒的养父）是亲戚，所以曹雪芹居住在北京时，经常在东府和西府走动。红学专家推测，《红楼梦》中北静王的原型可能就是平郡王福彭。
《乾隆京城全图》显示，克勤郡王府的平面布局符合王府规制。银安殿（正殿）面阔五间，前出丹墀，左、右配殿面阔五间。后殿面阔三间。后罩正房面阔七间。
该府前的新文化街路南的影壁尚存。该府原先的五开间的府门在文化大革命时期被拆毁，门前一对大石狮被搬走后下落不明，后来在府门位置建了一排简陋平房，如今府门已恢复重建。府门本是五开间的青筒灰瓦大门，重建后改为绿镶边黄琉璃瓦顶的两层门楼。该府前部仅存东翼楼，其他原有古建筑已无存；后部的内门、后寝及东西配房、后罩房保存完整。西部跨院大部分原有建筑也保留至今。
21世纪初，克勤郡王府进行了大规模修缮，工程于2003年竣工。克勤郡王府总建筑面积3717平方米。此次修复前，房梁糟朽、墙体变形、屋顶斑驳、兽件残缺。五开间的府门原址已变成一排简陋的平房，整个克勤郡王府很像大杂院。负责此次修复工程施工的北京长城建筑工程总公司古建公司按照“修旧如旧”的修缮原则施工，由故宫博物院专家赵崇茂、朴学林、王仲杰现场指导。北京长城建筑工程总公司古建公司除了整修全部现存建筑之外，还依照清朝郡王府的规制复建了府门、东西配殿、西翼楼、前东西转角房等903平方米的建筑，基本恢复了该府的旧有风貌。